# Jonathan Hilbert
Jonathan Hilbert (Mühlhausen, 21 de abril de 1995) é um atleta alemão, medalhista olímpico.
Em 2014, ele competiu na marcha atlética de 10.000 metros masculina no Campeonato Mundial Júnior de Atletismo 2014, realizado em Eugene, Oregon, nos Estados Unidos. Nos Jogos Olímpicos de Verão de 2020, conquistou a medalha de prata na prova de 50 km marcha atlética com o tempo de 3:50:44.